# Mangold-Entscheidung
Die Mangold-Entscheidung vom 22. November 2005 ist eine wichtige Entscheidung des Europäischen Gerichtshofes (EuGH) auf dem Gebiet des Arbeitsrechts.
Der Europäische Gerichtshof hatte in der Sache C-144/04 – Werner Mangold gegen Rüdiger Helm – aufgrund einer  Vorlage des Arbeitsgerichts München darüber zu entscheiden, ob ein befristeter Arbeitsvertrag, der sich ausdrücklich nur auf § 14 Teilzeit- und Befristungsgesetz (TzBfG) stützt, mit Gemeinschaftsrecht vereinbar ist.
In einem offenbar konstruierten Rechtsstreit hatte ein beim Abschluss des Arbeitsvertrages 56-jähriger Arbeitnehmer geltend gemacht, dass die Vertragsklausel, die § 14 Abs. 3 TzBfG als alleinigen Grund für die Befristung des Vertrages nennt, nicht mit der Richtlinie 1999/70/EG über befristete Arbeitsverträge und der Richtlinie 2000/78/EG über die Verwirklichung der Gleichbehandlung in Beschäftigung und Beruf vereinbar sei.
§ 14 Abs. 3 TzBfG, der den Abschluss befristeter Arbeitsverträge mit Arbeitnehmern über 58 Jahren ohne Einschränkung erlaubte, war im Zuge der Hartz-Gesetzgebung („Hartz I“) mit Wirkung vom 1. Januar 2003 insoweit geändert worden, als die Altersgrenze bis zum 31. Dezember 2006 auf 52 Jahre gesenkt wurde.

## Die Entscheidung des EuGH
Der EuGH stellt zunächst fest, dass die Vorlage zulässig sei. Es sei unbeachtlich, dass die Parteien den zugrundeliegenden Fall anscheinend zu diesem Zweck „fiktiv oder künstlich“ herbeigeführt hätten.
Ein Verstoß gegen die Richtlinie 1999/70/EG liege nicht vor. Bei der Umsetzung der Richtlinie in deutsches Recht war die Altersgrenze, ab der Arbeitsverträge mit älteren Arbeitnehmern mit einer Befristung versehen werden dürfen, von zuvor 60 auf 58 Jahre gesenkt worden. Die Richtlinie sei nicht dahingehend auszulegen, dass sie die Absenkung der Altersgrenze verbiete.
Zur Frage, ob § 14 Abs. 3 TzBfG gegen die Richtlinie 2000/78/EG verstoße, sah der EuGH hingegen eine direkte Ungleichbehandlung auf Grund des Alters für gegeben an (Altersdiskriminierung). Die Ziele des deutschen Gesetzgebers, die Eingliederung älterer arbeitsloser Arbeitnehmer in den Arbeitsmarkt zu fördern, seien allerdings ein legitimer Zweck, der im allgemeinen Interesse liege. Eine Regelung, die eine Diskriminierung nach dem Alter bewirke, sei jedoch nur dann gerechtfertigt, wenn sie zur Erreichung des legitimen Zieles „angemessen und erforderlich“, also verhältnismäßig sei. Das sei vorliegend nicht der Fall, denn bei § 14 Abs. 3 TzBfG in der seinerzeit geltenden Fassung liefen ältere Arbeitnehmer über 52 Jahren Gefahr, dauerhaft von unbefristeten Arbeitsverhältnissen ausgeschlossen zu werden.
Aus diesem Grunde sei Art. 6 Abs. 1 der Richtlinie 2000/78/EG des Rates vom 27. November 2000 dahingehend auszulegen, dass sie § 14 Abs. 3 TzBfG entgegenstehe. Das mitgliedstaatliche Gericht müsse die volle Wirksamkeit des Gemeinschaftsrechts gewährleisten. Deshalb müsse die entgegenstehende Bestimmung des mitgliedstaatlichen Rechts „unangewendet“ bleiben. Dabei sei es im Übrigen unerheblich, dass die Frist zur Umsetzung der Richtlinie während der Geltung der zu prüfenden Norm noch nicht abgelaufen war.
Außerdem stützt der EuGH sein Urteil auf den allgemeinen Grundsatz der Nichtdiskriminierung, welcher als Teil aller Verfassungen auch Gemeinschaftsrecht sei. Der Anwendungsbereich dieses Grundrechts sei eröffnet, da es sich beim TzBfG um ein Umsetzungsgesetz der älteren Richtlinie 1999/70/EG handele, also eine Agency Situation gegeben sei. Als Umsetzung einer Richtlinie werden in dem Urteil sehr weit „alle nationalen Maßnahmen (…), die die Erreichung des mit der Richtlinie verfolgten  Ziels gewährleisten sollen“ definiert.
Das undurchsichtige Vermischen beider Ansätze, nämlich der Vorwirkung der Richtlinie einerseits und der schon bekannten Grundrechtsdogmatik des EuGH (Vgl. das Solange II – Urteil des BVerfG, in dem dieses die Grundrechtsdogmatik des EuGH anerkennt), erklärt weite Teile der massiven Kritik, die das Urteil erfahren hat.

## Folgen des Urteils
Unmittelbare Folge des Urteils war die Unvereinbarkeit von § 14 Abs. 3 Satz 4 TzBfG in der damals geltenden Fassung mit dem europäischen Gemeinschaftsrecht. Die Vorschrift durfte seitdem wegen des Anwendungsvorrangs des Gemeinschaftsrechts gegenüber dem mitgliedstaatlichen Recht von den deutschen Gerichten nicht mehr angewendet werden. Arbeitsverträge, die eine darauf gestützte Befristung enthielten, waren bzw. sind deshalb unbefristet wirksam.

## Kritik
Dem Europäischen Gerichtshof ist infolge des Mangold-Urteils vorgeworfen worden, er überschreite seine Kompetenzen, indem er deutsches Recht als „unanwendbar“ bezeichnet hatte. Der EuGH habe insoweit „ultra vires“ gehandelt und seine Kompetenz zur Auslegung des Gemeinschaftsrechts überschritten. Außerdem wurde beklagt,  die „Unanwendbarkeit“ mitgliedstaatlichen Rechts führe vorliegend – systemwidrig – zu einer „unmittelbaren horizontalen Drittwirkung“ der Richtlinie zwischen Privaten. Gegen diese Kritik wird eingewandt, der EuGH stütze seine Entscheidung nicht auf die fehlende Umsetzung der Richtlinie 2000/78/EG, deren Umsetzungsfrist zum Zeitpunkt des Abschlusses des Arbeitsvertrages noch nicht abgelaufen war, sondern auf den Verstoß gegen europäisches Primärrecht. Eine „unmittelbare horizontale Drittwirkung“ der Richtlinie lasse sich der Entscheidung nicht entnehmen. Dass ein Primärrechtsverstoß die Unanwendbarkeit nationalen Rechts zur Folge habe, sei seit dem Urteil des EuGH in der Rechtssache Costa/ENEL vom 15. Juli 1964 bekannt. Zwar habe § 14 Abs. 3 TzBfG a.F. nicht der Umsetzung der Richtlinie 2000/78/EG gedient, stattdessen aber der Umsetzung der Richtlinie 1999/70/EG. Insofern ein Mitgliedstaat eine Richtlinie umsetzt, handele er als „verlängerter Arm“ der EU und müsse sich an primärrechtliche Vorgaben halten. Dies sei mehrfach durch den EuGH entschieden und von der Literatur akzeptiert worden. Die Mangold-Entscheidung stehe insoweit in der „dogmatischen Tradition“ des EuGH. Gestützt wird diese Sichtweise durch die Entscheidung des EuGH in der Rechtssache Bartsch/Bosch & Siemens Hausgeräte vom 23. September 2008, in der er klarstellt, dass die RL 2000/78/EG vor Ablauf ihrer Umsetzungsfrist die Gerichte der Mitgliedstaaten nicht verpflichte, das primärrechtliche Verbot der Altersdiskriminierung zu gewährleisten. Die Konstellation der Mangold-Entscheidung sei anders zu bewerten, da es sich dort „bei […] der nationalen Regelung um eine Maßnahme zur Umsetzung […] der Richtlinie 1999/70/EG“ gehandelt habe, „wodurch die betreffende Regelung in den Anwendungsbereich des Gemeinschaftsrechts fiel.“

## Honeywell-Entscheidung des Bundesverfassungsgerichts
Das Bundesverfassungsgericht hat die Entscheidung des EuGH dagegen in seinem Beschluss vom 6. Juli 2010 bestätigt (Honeywell-Entscheidung). Der Verfassungsbeschwerde lag eine Entscheidung des Bundesarbeitsgerichts zugrunde, das die Grundsätze der Mangold-Entscheidung angewandt hatte und das sich auch geweigert hatte, die Sache erneut dem EuGH zur Vorabentscheidung vorzulegen. Der Zweite Senat des Bundesverfassungsgerichts entschied mit großer Mehrheit und gestützt auf Grundsätze aus dem Lissabon-Urteil, diese Praxis und das Urteil des Europäischen Gerichtshofes verstießen nicht gegen deutsches Verfassungsrecht.
Das Gericht setzt sich in seiner Entscheidung erneut sehr grundlegend mit den Aufgaben des Bundesverfassungsgerichts bei der Überprüfung von Rechtsakten der Europäischen Union auseinander. Hier geht es insbesondere um das Verhältnis von Bundesverfassungsgericht und Europäischem Gerichtshof. Aus dem Prinzip der begrenzten Einzelermächtigung folge, dass das Bundesverfassungsgericht „berechtigt und verpflichtet“ sei, „Handlungen der europäischen Organe und Einrichtungen darauf zu überprüfen, ob sie aufgrund ersichtlicher Kompetenzüberschreitungen oder aufgrund von Kompetenzausübungen im nicht übertragbaren Bereich der Verfassungsidentität … erfolgen …, und gegebenenfalls die Unanwendbarkeit kompetenzüberschreitender Handlungen für die deutsche Rechtsordnung festzustellen.“ Eine sogenannte Ultra-vires-Kontrolle komme deshalb durch das Bundesverfassungsgericht nur in Betracht, „wenn ersichtlich ist, dass Handlungen der europäischen Organe und Einrichtungen außerhalb der übertragenen Kompetenzen ergangen sind.“
Der Europäische Gerichtshof habe in seinem Urteil keine in diesem Sinne unzulässige Rechtsfortbildung betrieben. Der EuGH habe mit der Mangold-Entscheidung nur eine neue Fallgruppe für die Behandlung von richtlinienwidrig erlassenen Rechtsnormen geschaffen. Das Urteil des Bundesarbeitsgerichts verletze die Beschwerdeführerin deshalb nicht in ihren Grundrechten der Vertragsfreiheit und der Berufsfreiheit sowie in dem Recht auf den gesetzlichen Richter. Auch der Vertrauensschutz sei nicht verletzt worden, dem stehe der Anwendungsvorrang des Gemeinschaftsrechts entgegen.
In Bezug auf das Lissabon-Urteil des Bundesverfassungsgerichts ist die vorstehende Entscheidung in ersten Bewertungen als Wende aufgefasst worden. Das Verfassungsgericht habe damit das Lissabon-Urteil teilweise zurückgenommen und dem Europäischen Gerichtshof faktisch einen Vorrang eingeräumt. Das Bundesverfassungsgericht scheue den Konflikt mit dem EuGH und übe sich in Selbstbeschränkung. Allerdings gab es auch relativierende Stimmen, die eine gewisse Kontinuität zum Lissabon-Urteil sehen.
Unter Bezugnahme auf Artikel 1 Abs. 1 GG hat das Bundesverfassungsgericht am 15. Dezember 2015 in seinem Haftbefehl-II Beschluss jedoch festgestellt:

„Hoheitsakte der Europäischen Union und – soweit sie durch das Unionsrecht determiniert werden – Akte der deutschen öffentlichen Gewalt sind mit Blick auf den Anwendungsvorrang des Unionsrechts grundsätzlich nicht am Maßstab der im Grundgesetz verankerten Grundrechte zu messen. Der Anwendungsvorrang reicht jedoch nur soweit, wie das Grundgesetz und das Zustimmungsgesetz die Übertragung von Hoheitsrechten erlauben oder vorsehen. Er wird durch die in Art. 23 Abs. 1 Satz 3 in Verbindung mit Art. 79 Abs. 3 GG verfassungsänderungs- und integrationsfest ausgestaltete Verfassungsidentität des Grundgesetzes begrenzt“

Dadurch erfolgt eine verfassungsrechtliche Kontrolle von EU-Recht durch das Bundesverfassungsgericht wegen eines Verstoßes gegen die Menschenwürde. Das Bundesverfassungsgericht hat damit den Vollzug eines EU-Haftbefehls unterbunden. Siehe hierzu die Entwicklung in den Leit-Entscheidungen: Solange I, Solange II, Maastricht-Urteil und Lissabon-Urteil.